# 81년

## 연호
- 후한(後漢) 건초(建初) 6년

## 기년
- 후한(後漢) 장제(章帝) 6년
- 신라(新羅) 파사 이사금(婆娑泥師今) 2년
- 고구려(高句麗) 태조대왕(太祖大王) 29년
- 백제(百濟) 기루왕(己婁王) 5년

## 사건
- 로마에 전염병이 돌다.
- 음력 2월, 신라, 파사 이사금이 몸소 시조묘에 제사지냈다.
- 9월 13일 도미티아누스가 로마 제국의 황제가 되다.

## 사망
- 9월 13일 - 로마 제국 10대 황제 티투스

## 참고 문헌
- 김부식 (1145), 《삼국사기》 <신라본기 제1권 파사 이사금 條>